# 羅処和島

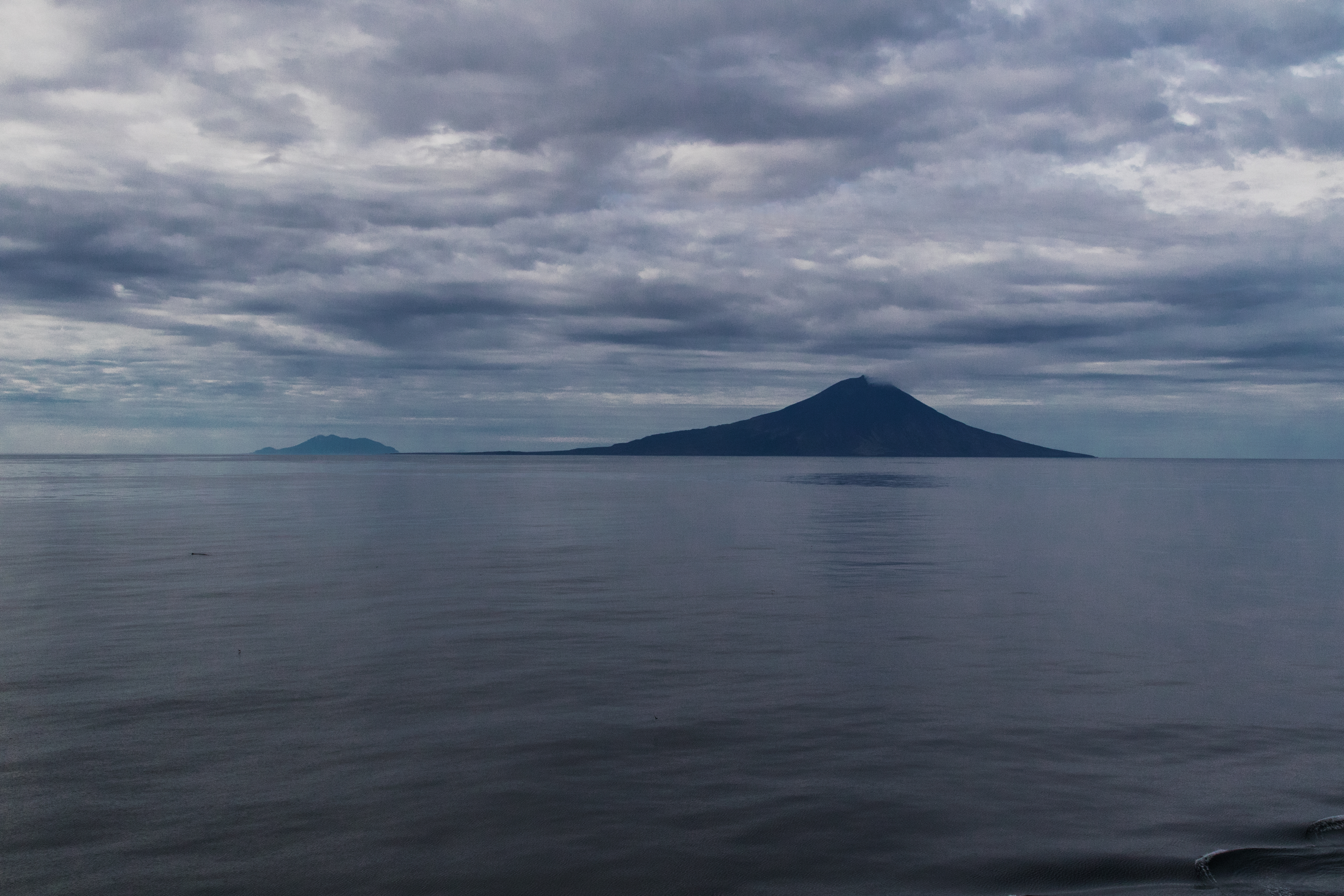
羅処和島と松輪島

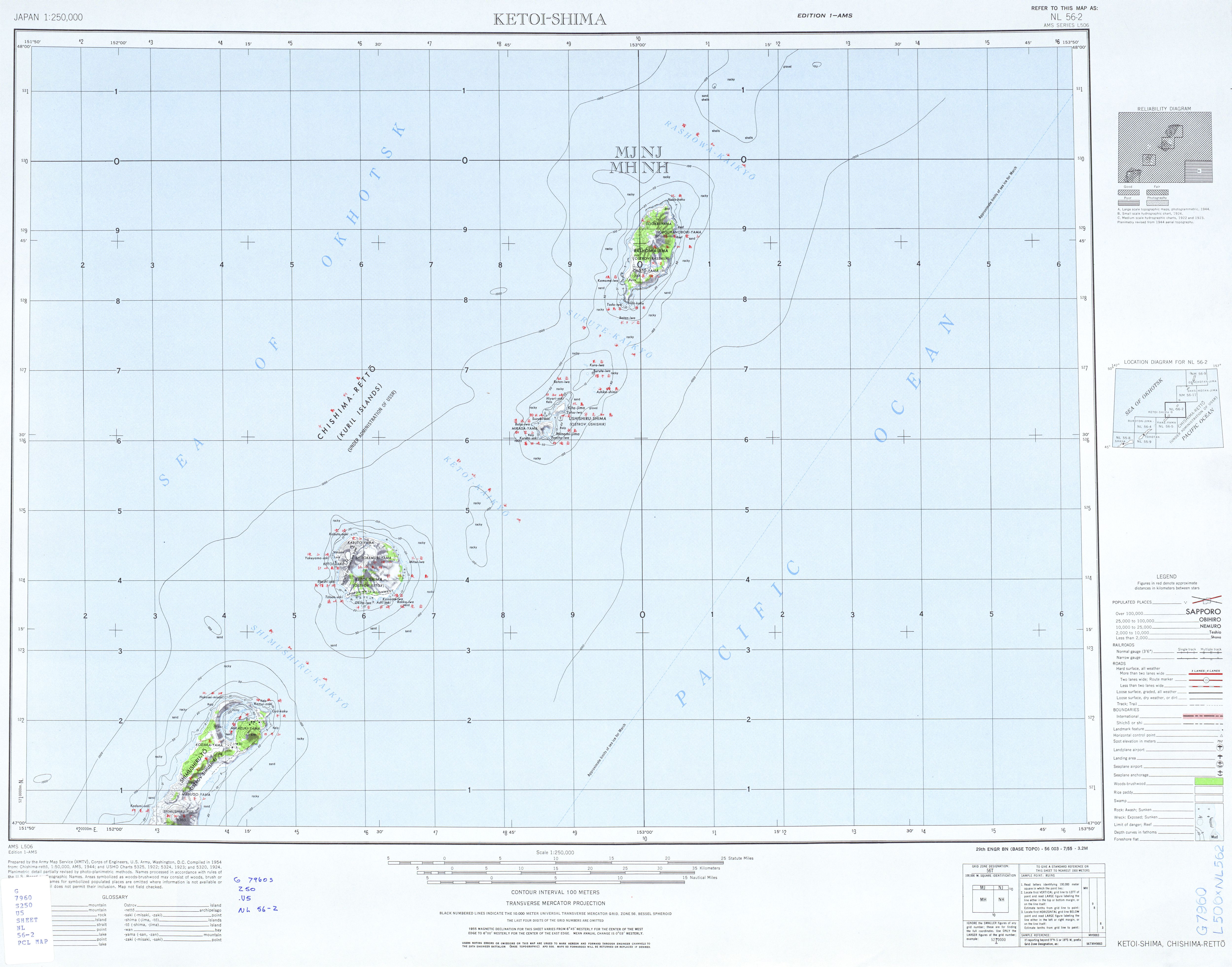
昭和29年の羅処和島・摺手岩・宇志知島・計吐夷島・新知島

羅処和島（らしょわとう／らしゅわとう／らすつあとう）は、千島列島中部にある島。ロシア名はラスシュア島（о．Расшуа）、またはラスシャ島（о．Расшя）。英語表記はRasshua。

## 地理
北緯47度46分東経153度1分に位置し、長径15.5km、幅約6.5km、面積63.2km2の北北東方向から南南西方向に紡錘形をした火山島である。南南西約20海里に摺手岩（スレドネワ島）の浮かぶ摺手海峡（すりでかいきょう）を挟んで宇志知島が、北北東約17海里に羅処和海峡を隔てて松輪島がそれぞれ並ぶ。

## 地形
南北2高地から成り、北から順に次の山が並ぶ。
- 幌茶々登山（ほろちゃちゃのぼりやま、海抜956m、ロシア名：ラスシュア山 влк. Расшуа、又はホロチャチャノポリ Хороцяцянопори）

本島の最高峰で、北東側の山壁には絶えず火山ガスを放出する噴火口があるため、斜面は硫黄の堆積物で黄色くなっている。なお、資料によっては幌茶登山との表記も見られる。
- 長頭山（ちょうとうざん、海抜503m、ロシア名:チョートー山 гора Циото）

全体的に半月状に聳えている。
両高地の間にある海抜100mほどの台地上には湖沼が5つあり、うち大沼と呼ばれる湖水から発する川が東海岸に注いでいる。海岸は概ね急な崖錐や斜面をなしていて、所々に滝が見られるが、険しい地形のため接近し難く、水の利用は困難である。南端の南角から西岸を北へ6.5kmほどの海岸近辺では摂氏35度の硫黄泉が湧き出している。北海岸は沖合1.5kmに至るまで、水中浅く岩が敷かれている。また、南角から2.8kmの浅瀬では強い波濤が打ち砕けている。このように投錨地に恵まれない島だが、南角から北に3.7kmほどの西岸にある村落湾と称する唯一の小湾は27mの深さがあり、砂地の浜辺になっていて上陸に最も適した地点である。また、海岸には湾の名の元となった村落跡があり、鴎岩と呼ばれる岩の付近にはアレウト人のものと思われる遺跡がある。
全体的になだらかな島で、晴れている日に海から見ると穏やかな風景である。

## 生物相
植生は他の島々に比べて恵まれている。山岳地帯ではスギやハイマツが見られ、海岸ではフキが育っている。また、内陸の強風から遮られている地域では小型のカバノキ類の成長も見られる。
動物では、海岸の断崖上でウミガラス、フルマカモメなどの営巣を目にすることが出来る。島の奥ではワタリガラスやタカ、セキレイ、キクイタダキ、湖でシギ類の姿をしばしば目にし、またキツネや小型の齧歯類も見られる。

## 島名の由来
島の名前の由来は、アイヌ語で「ルシ・オ・ア（毛皮が・そこに・豊富にある）」「ルシュ・オ・ア（獣皮・そこで・豊富→獣皮〔海獺（ラッコ）の皮〕がそこで沢山得られる）」や、本島の別の表記である羅須古計の語源となった「ルシュ・コル・ケ（獣皮を得る所）」となっているが、はっきりとした語源は不明。
尚、正保御国絵図にある「ラセウワ」と元禄御国絵図にある「らせうわ」は本島にあたる。

## 歴史
- 1700年（元禄13年）、元禄国絵図のため松前藩が幕府に呈上した松前島郷帳に、「らせうわ」の名が見られる。
- 1805年（文化2年）9月〜1806年（文化3年）2月18日、継右衛門ら慶祥丸の漂流民6名がアイヌやロシア人ズヴェズドチョトフと共に滞在。
- 1855年（安政元年）、日露通好条約によりロシア領となる。

かつては40人ほどの千島アイヌの人々がここを根拠地として穴居生活をしながら沿岸や近隣の島で漁や狩猟を営んでいたが、1875年（明治8年）にロシア帝国との間で結ばれた樺太・千島交換条約によって千島列島全体が日本領になると、国の施策により幌筵島、占守島のアイヌの人々とともに色丹島に移住させられる。羅処和島からは1883年（明治15年）に首長のヤコフ・ストロゾフ外、8家族が色丹島に移った。その後は農林省による養狐事業の越年舎に番人が住むのみであった。現在は無人島である。
日本の行政区分では北海道根室振興局管内の新知郡に属した。
現在はロシア連邦がサハリン州の一部として実効支配しているが、日本政府は国際法上帰属未定地であると主張している。